# Kvalifikace na Mistrovství Evropy ve fotbale 2020 – skupina A
Skupina A kvalifikace na mistrovství Evropy ve fotbale 2020 je jednou z 10 kvalifikačních skupin na tento šampionát. Přímý postup na závěrečný turnaj si zajistí první 2 týmy. Na rozdíl od předchozích evropských kvalifikací do baráže nepostoupí týmy na základě pořadí v kvalifikační skupině, ale podle konečného žebříčku v jednotlivých skupinách (ligách A–D) Ligy národů UEFA 2018/19.

## Výsledky
| Legenda                                                                         |
| ------------------------------------------------------------------------------- |
| Vítěz skupiny a druhý v pořadí postupující přímo na šampionát                   |
| Týmy postupující do baráže o účast na šampionátu                                |
| V křížové tabulce vpravo je domácí tým v levém sloupci, hostující v horní řadě. |

### Tabulka
| Tým        | Z | V | R | P | VG | IG | +/- | B  |
| ---------- | - | - | - | - | -- | -- | --- | -- |
| Anglie     | 8 | 7 | 0 | 1 | 37 | 6  | +31 | 21 |
| Česko      | 8 | 5 | 0 | 3 | 13 | 11 | +2  | 15 |
| Kosovo     | 8 | 3 | 2 | 3 | 13 | 16 | -3  | 11 |
| Bulharsko  | 8 | 1 | 3 | 4 | 6  | 17 | -11 | 6  |
| Černá Hora | 8 | 0 | 3 | 5 | 3  | 22 | -19 | 3  |

|            | Anglie | Česko | Kosovo | Bulharsko | Černá Hora |
| ---------- | ------ | ----- | ------ | --------- | ---------- |
| Anglie     | —      | 5:0   | 5:3    | 4:0       | 7:0        |
| Česko      | 2:1    | —     | 2:1    | 2:1       | 3:0        |
| Kosovo     | 0:4    | 2:1   | —      | 1:1       | 2:0        |
| Bulharsko  | 0:6    | 1:0   | 2:3    | —         | 1:1        |
| Černá Hora | 1:5    | 0:3   | 1:1    | 0:0       | —          |

### Zápasy
| 22. března 2019 20:45 |        |            |                                                                                    |
| Bulharsko             | 1 : 1  | Černá Hora | Národní stadion Vasil Levski, Sofie diváci: 5 652 rozhodčí: Ruddy Buquet (Francie) |
| Nedelev 82' (pen.)    | Zpráva | Mugoša 50' | Národní stadion Vasil Levski, Sofie diváci: 5 652 rozhodčí: Ruddy Buquet (Francie) |

| 22. března 2019 20:45                                    |        |       |                                                                                  |
| Anglie                                                   | 5 : 0  | Česko | Wembley Stadium, Londýn diváci: 82 575 rozhodčí: Artur Soares Dias (Portugalsko) |
| Sterling 24', 62', 68' Kane 45+2' (pen.) Kalas 84' (vl.) | Zpráva |       | Wembley Stadium, Londýn diváci: 82 575 rozhodčí: Artur Soares Dias (Portugalsko) |

| 25. března 2019 20:45 |        |             |                                                                                   |
| Kosovo                | 1 : 1  | Bulharsko   | Fadil Vokrri Stadium, Priština diváci: 12 580 rozhodčí: Gediminas Mažeika (Litva) |
| Zeneli 61'            | Zpráva | Božikov 39' | Fadil Vokrri Stadium, Priština diváci: 12 580 rozhodčí: Gediminas Mažeika (Litva) |

| 25. března 2019 20:45 |        |                                                  |                                                                                    |
| Černá Hora            | 1 : 5  | Anglie                                           | Stadion Pod Goricom, Podgorica diváci: 8 329 rozhodčí: Alexej Kulbakov (Bělorusko) |
| Vešović 18'           | Zpráva | Keane 30' Barkley 39', 59' Kane 71' Sterling 81' | Stadion Pod Goricom, Podgorica diváci: 8 329 rozhodčí: Alexej Kulbakov (Bělorusko) |

| 7. června 2019 20:45 |        |           |                                                                       |
| Česko                | 2 : 1  | Bulharsko | Stadion Letná, Praha diváci: 13 482 rozhodčí: Tamás Bognár (Maďarsko) |
| Schick 20', 50'      | Zpráva | Isa 3'    | Stadion Letná, Praha diváci: 13 482 rozhodčí: Tamás Bognár (Maďarsko) |

| 7. června 2019 20:45 |        |            |                                                                              |
| Černá Hora           | 1 : 1  | Kosovo     | Stadion Pod Goricom, Podgorica diváci: 100 rozhodčí: Daniele Orsato (Itálie) |
| Mugoša 69'           | Zpráva | Rašica 24' | Stadion Pod Goricom, Podgorica diváci: 100 rozhodčí: Daniele Orsato (Itálie) |

| 10. června 2019 20:45     |        |                                     | |
| Bulharsko                 | 2 : 3  | Kosovo                              | Národní stadion Vasil Levski, Sofie diváci: 4 994 rozhodčí: Mads-Kristoffer Kristoffersen (Dánsko) |
| I. Popov 43' Dimitrov 55' | Zpráva | Rašica 14' Muriqi 64' Rashani 90+3' | Národní stadion Vasil Levski, Sofie diváci: 4 994 rozhodčí: Mads-Kristoffer Kristoffersen (Dánsko) |

| 10. června 2019 20:45                            |        |            |                                                                               |
| Česko                                            | 3 : 0  | Černá Hora | Andrův stadion, Olomouc diváci: 11 565 rozhodčí: Vladislav Bezborodov (Rusko) |
| Jankto 18' Kopitović 49' (vl.) Schick 82' (pen.) | Zpráva |            | Andrův stadion, Olomouc diváci: 11 565 rozhodčí: Vladislav Bezborodov (Rusko) |

| 7. září 2019 15:00     |        |            |                                                                                     |
| Kosovo                 | 2 : 1  | Česko      | Fadil Vokrri Stadium, Priština diváci: 12 678 rozhodčí: Danny Makkelie (Nizozemsko) |
| Muriqi 20' Vojvoda 67' | Zpráva | Schick 16' | Fadil Vokrri Stadium, Priština diváci: 12 678 rozhodčí: Danny Makkelie (Nizozemsko) |

| 7. září 2019 18:00                            |        |           |                                                                       |
| Anglie                                        | 4 : 0  | Bulharsko | Wembley Stadium, Londýn diváci: 82 605 rozhodčí: Marco Guida (Itálie) |
| Kane 24', 50' (pen.), 73' (pen.) Sterling 55' | Zpráva |           | Wembley Stadium, Londýn diváci: 82 605 rozhodčí: Marco Guida (Itálie) |

| 10. září 2019 20:45                                      |        |                                      |                                                                                |
| Anglie                                                   | 5 : 3  | Kosovo                               | St Mary's Stadium, Southampton diváci: 30 155 rozhodčí: Felix Zwayer (Německo) |
| Sterling 8' Kane 19' Vojvoda 38' (vl.) Sancho 44', 45+1' | Zpráva | V. Berisha 1', 49' Muriqi 55' (pen.) | St Mary's Stadium, Southampton diváci: 30 155 rozhodčí: Felix Zwayer (Německo) |

| 10. září 2019 20:45 |        |                                             |                                                                                |
| Černá Hora          | 0 : 3  | Česko                                       | Stadion Pod Goricom, Podgorica diváci: 5 951 rozhodčí: Ali Palabıyık (Turecko) |
|                     | Zpráva | Souček 54' Masopust 58' Darida 90+4' (pen.) | Stadion Pod Goricom, Podgorica diváci: 5 951 rozhodčí: Ali Palabıyık (Turecko) |

| 11. října 2019 20:45   |        |                |                                                                          |
| Česko                  | 2 : 1  | Anglie         | Sinobo Stadium, Praha diváci: 18 651 rozhodčí: Damir Skomina (Slovinsko) |
| Brabec 9' Ondrášek 85' | Zpráva | Kane 5' (pen.) | Sinobo Stadium, Praha diváci: 18 651 rozhodčí: Damir Skomina (Slovinsko) |

| 11. října 2019 20:45 |        |           |                                                                          |
| Černá Hora           | 0 : 0  | Bulharsko | City Stadium, Podgorica diváci: 2 743 rozhodčí: Andreas Ekberg (Švédsko) |
|                      | Zpráva |           | City Stadium, Podgorica diváci: 2 743 rozhodčí: Andreas Ekberg (Švédsko) |

| 14. října 2019 20:45 |        |                                                           |                                                                                      |
| Bulharsko            | 0 : 6  | Anglie                                                    | Národní stadion Vasil Levski, Sofie diváci: 17 481 rozhodčí: Ivan Bebek (Chorvatsko) |
|                      | Zpráva | Rashford 7' Barkley 20', 32' Sterling 45+3', 69' Kane 85' | Národní stadion Vasil Levski, Sofie diváci: 17 481 rozhodčí: Ivan Bebek (Chorvatsko) |

| 14. října 2019 20:45    |        |            |                                                                                         |
| Kosovo                  | 2 : 0  | Černá Hora | Fadil Vokrri Stadium, Priština diváci: 12 600 rozhodčí: Artur Soares Dias (Portugalsko) |
| Rrahmani 10' Muriqi 35' | Zpráva |            | Fadil Vokrri Stadium, Priština diváci: 12 600 rozhodčí: Artur Soares Dias (Portugalsko) |

| 14. listopadu 2019 20:45 |        |           |                                                                              |
| Česko                    | 2 : 1  | Kosovo    | Stadion města Plzně, Plzeň diváci: 10 986 rozhodčí: Gianluca Rocchi (Itálie) |
| Král 71' Čelůstka 79'    | Zpráva | Nuhiu 50' | Stadion města Plzně, Plzeň diváci: 10 986 rozhodčí: Gianluca Rocchi (Itálie) |

| 14. listopadu 2019 20:45                                                              |        |            |                                                                                  |
| Anglie                                                                                | 7 : 0  | Černá Hora | Wembley Stadium, Londýn diváci: 77 277 rozhodčí: Antonio Mateu Lahoz (Španělsko) |
| Oxlade-Chamberlain 11' Kane 18', 24', 37' Rashford 30' Šofranac 66' (vl.) Abraham 84' | Zpráva |            | Wembley Stadium, Londýn diváci: 77 277 rozhodčí: Antonio Mateu Lahoz (Španělsko) |

| 17. listopadu 2019 18:00 |        |       |                                                                                |
| Bulharsko                | 1 : 0  | Česko | Národní stadion Vasil Levski, Sofie diváci: 0 rozhodčí: Sergei Karasev (Rusko) |
| Bozhikov 56'             | Zpráva |       | Národní stadion Vasil Levski, Sofie diváci: 0 rozhodčí: Sergei Karasev (Rusko) |

| 17. listopadu 2019 18:00 |        |                                             |                                                                            |
| Kosovo                   | 0 : 4  | Anglie                                      | Fadil Vokrri Stadium, Priština diváci: 12 326 rozhodčí: Paweł Gil (Polsko) |
|                          | Zpráva | Winks 32' Kane 79' Rashford 83' Mount 90+1' | Fadil Vokrri Stadium, Priština diváci: 12 326 rozhodčí: Paweł Gil (Polsko) |